# Verrucaria amphibia
Verrucaria amphibia är en lavart som beskrevs av Clemente. Verrucaria amphibia ingår i släktet Verrucaria och familjen Verrucariaceae.   Inga underarter finns listade i Catalogue of Life.